# Eileen Lemass
Eileen Lemass, z domu Delaney (ur. 7 lipca 1932 w Cork) – irlandzka polityk i samorządowiec, parlamentarzystka krajowa, posłanka do Parlamentu Europejskiego II kadencji.

## Życiorys
Kształciła się w National College of Art and Design w Dublinie, Grafton Academy of Dress Designing oraz Abbey Theatre School of Acting. Zaangażowała się w działalność polityczną w ramach Fianna Fáil, została przewodniczącą partyjnej grupy kobiet. Od 1974 zasiadała w radzie miejskiej Dublina, działała m.in. w komisji mieszkalnictwa i kultury. W 1976 bezskutecznie ubiegała się o mandat w wyborach uzupełniających do Dáil Éireann po śmierci swojego męża Noela Lemassa. Po raz pierwszy zdobyła miejsce w niższej izbie parlamentu rok później. Nie utrzymała go w lutym 1982, a także w wyborach uzupełniających w maju tego samego roku. W listopadzie 1982 powróciła w skład legislatywy. W 1984 uzyskała mandat w Parlamencie Europejskim II kadencji. Przystąpiła do Europejskiego Sojuszu Demokratycznego, została m.in. przewodniczącą Komisji ds. Młodzieży, Kultury, Edukacji, Informacji i Sportu (1987–1989) i członkiem Komisji ds. Praw Kobiet. Od 1987 do 1989 zasiadała dodatkowo w Seanad Éireann. W 1989 nie uzyskała reelekcji do Europarlamentu.

## Życie prywatne
Od 1950 była żoną polityka i parlamentarzysty Noela Lemassa, miała z nim czworo dzieci. Jej zięciem i szwagrem byli dwaj premierzy (Taoiseach), odpowiednio Seán Lemass i Charles Haughey, a polityką zajęła się też wnuczka Hannah.